# Messinabrug

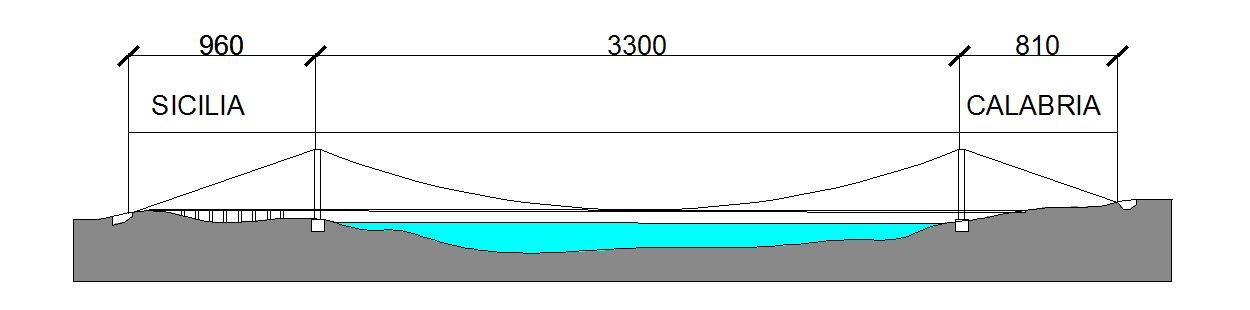
Diagram van de hangbrug

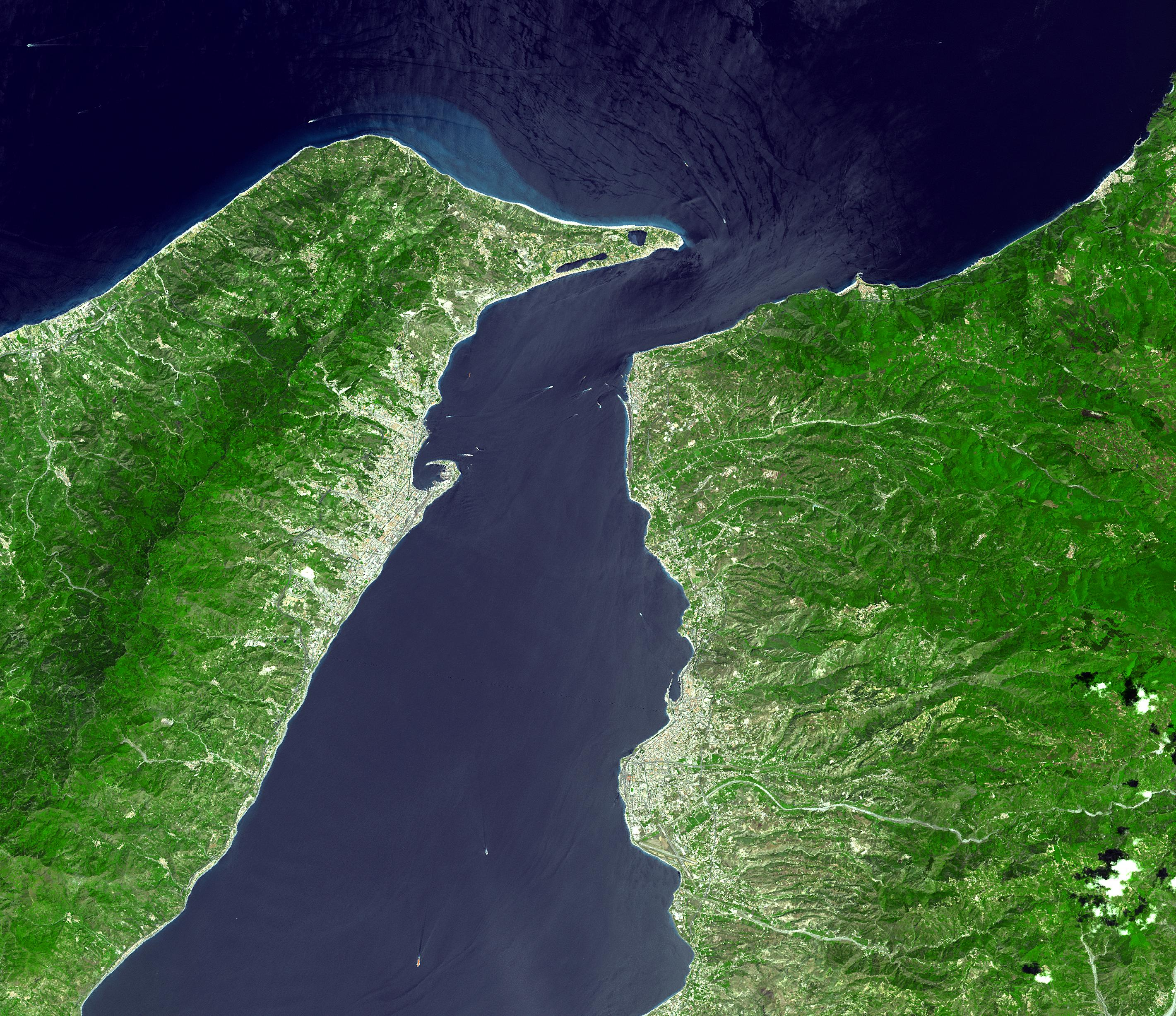
Satellietfoto van de Straat van Messina

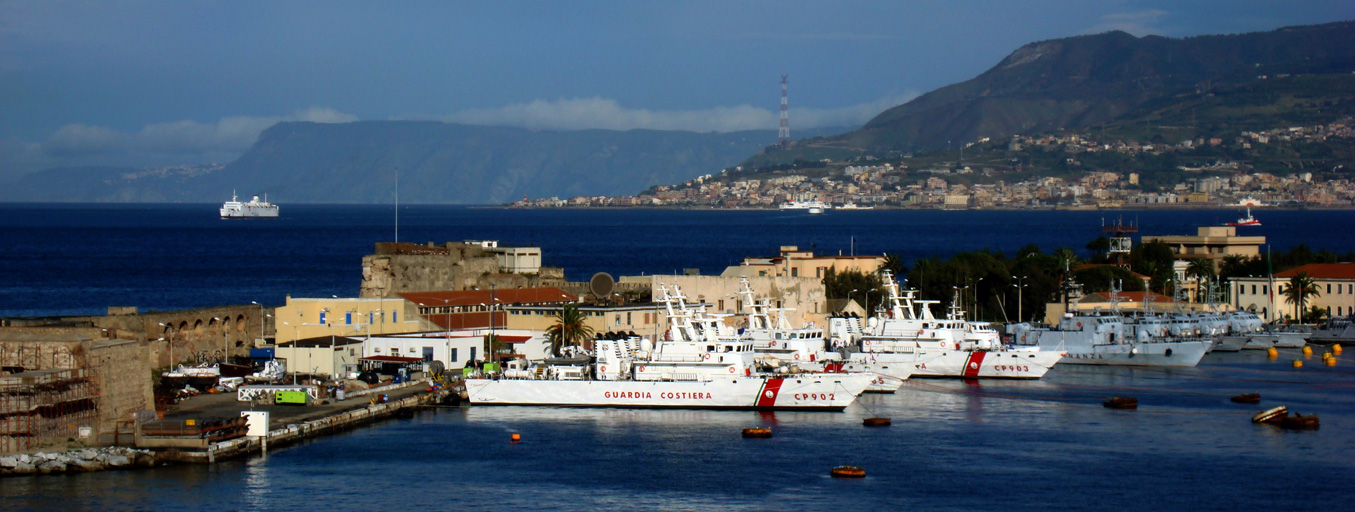
Zicht vanaf de haven van Messina over de Straat van Messina richting het Italiaanse vasteland

De Brug over de Straat van Messina of Messinabrug (Italiaans: Ponte sullo Stretto di Messina, kortweg Ponte di Messina) is een geplande hangbrug over de Straat van Messina die het oostelijke uiteinde van Sicilië met het zuidelijke uiteinde van het Italiaanse Schiereiland moet verbinden. Volgens het bouwontwerp zou het de grootste hangbrug ter wereld worden. Vooralsnog is bij openstelling de Çanakkale 1915-brug in Turkije met een lengte van 2023 meter de grootste hangbrug ter wereld.

## Geschiedenis
Het idee voor zo'n brug moet al rond de Romeinse tijden zijn ontstaan. Een ontwerp voor een drijvende onderwatertunnel, die aan de zeebedding verankerd zou worden, werd geopperd door de Engelse ingenieur Alan Grant in 1969. 

### Plannen jaren 2000
Volgens een plan uit 2006 zou de brug een lengte moeten hebben van 3.300 meter. Er zouden zes rijstroken komen (twee reguliere rijstroken en een vluchtstrook in elke richting), twee treinsporen en twee voetpaden. De kosten werden begroot op ruim 4,6 miljard euro. De bouw had in 2006 moeten beginnen en in 2012 moeten worden afgerond.
De Italiaanse regering schoof het plan voor deze brug later dat jaar van de baan. Op 6 maart 2009 werd het plan van Silvio Berlusconi echter (opnieuw) goedgekeurd door zijn bevoegde ministers. De voorbereidingen voor de bouw van de langste brug in zijn soort begonnen uiteindelijk op 23 december 2009, de kosten werden inmiddels geschat op 6 miljard euro. Berlusconi was wegens verwondingen als gevolg van een aanval eerder die maand niet aanwezig bij het officiële bouwbegin. De bouwperiode werd geschat op zeven jaar. De brug krijgt het wegnummer A2/E45 en sluit aan op de A18/E45 en de A20/E90

### Pro en contra
De brug zou een verbetering zijn van de infrastructuur tussen Sicilië en het vasteland en verder een groot aantal banen kunnen creëren en een belangrijke invloed kunnen hebben op het toerisme van het eiland. Vanuit verschillende hoeken is er echter ook kritiek op het plan. Zo zouden voor veel minder geld de autowegen op zowel het eiland als het vasteland kunnen worden verbeterd. Ook zou de huidige infrastructuur de verkeerstoename door de nieuwe brug niet aankunnen. Verder is er kritiek en onduidelijkheid omtrent de haalbaarheid van het project, de milieueffecten en de bestendigheid tegen aardbevingen. Amper 2,5 maand vóór de bouwstart verwoestten overstromingen en aardverschuivingen immers vele huizen in Messina, met tientallen doden tot gevolg; woedende burgers protesteerden tegen Berlusconi die het rampgebied bezocht, stellende dat het geld voor de peperdure brug beter geïnvesteerd kon worden in betere veiligheid van hun huizen. Bovendien zou het bouwproject een goudmijn zijn voor infiltrerende maffia.

### Afgeblazen
Na het aftreden van Berlusconi op 16 november 2011 trad het zakenkabinet van Mario Monti aan, dat twee maanden later besloot 3 miljard euro te investeren in infrastructuur, maar niet in de Messinabrug, waarmee de overheid zich 1,7 miljard euro bespaarde. In maart 2013 werd het bouwproject definitief afgeblazen doordat de Italiaanse regering weigerde verder te betalen, en verder omdat er technische problemen en milieubezwaren waren opgedoken. Tot dan toe had het project al 300 miljoen gekost; de aannemer kan wegens contractbreuk nogmaals 300 miljoen euro aan schadeloosstelling eisen.

### Hervatting
Op 16 maart 2023 keurde de Italiaanse regering, voorgezeten door Giorgia Meloni en met Matteo Salvini van het Ministerie van Infrastructuur, een wetsdecreet goed om door te gaan met de bouw van de Messinabrug door het eerder in gang gezette project aan te passen. In augustus 2025 besloot de regering-Meloni definitief dat de brug zou worden gebouwd, met een begroting van ten minste 13,5 miljard euro. Minister van Transport Matteo Salvini voerde daarbij aan dat de bouw ook kon helpen de met de NAVO afgesproken investering van 5 % van het bruto binnenlands product in defensie te behalen, doordat 1,5% daarvan aan defensiegerelateerde infrastructuur kan worden besteed.